# Zebrias crossolepis
Zebrias crossolepis is een  straalvinnige vissensoort uit de familie van eigenlijke tongen (Soleidae). De wetenschappelijke naam van de soort is voor het eerst geldig gepubliceerd in 1965 door Zheng & Chang.
De soort staat op de Rode Lijst van de IUCN als Onzeker, beoordelingsjaar 2021.